# Eurysops
Eurysops is een kevergeslacht uit de familie van de boktorren (Cerambycidae). De wetenschappelijke naam van het geslacht werd voor het eerst geldig gepubliceerd in 1855 door Chevrolat.

## Soorten
Eurysops omvat de volgende soorten:
- Eurysops burgeoni Breuning, 1935
- Eurysops esau Chevrolat, 1855
- Eurysops insignis Aurivillius, 1910
- Eurysops similis Breuning, 1937